# Wahlkreis Rom – Municipio V (Senato della Repubblica)
Der Wahlkreis Rom – Municipio V ist seit 2020 ein Wahlkreis (italienisch collegio elettorale) für die Wahl des Senats.
Der Wahlkreis umfasst einen Teil der Gemeinde Rom – genauer gesagt die vier Stadtbezirke (municipi) Municipio III, Municipio IV, Municipio V und Municipio VI.

## Wahlergebnisse
| Wahlkreise – Senato della Repubblica – Latium | Wahlkreise – Senato della Repubblica – Latium | Wahlkreise – Senato della Repubblica – Latium |
| Provinz                                       | Provinz                                       | Gemeinden nach Provinzen ⮞ Wahlkreis |
| --------------------------------------------- | --------------------------------------------- | --- |
|                                               | Metropolitanstadt Rom (121 Gemeinden)         | Teil Roms ⮞ Wahlkreis Rom – Municipio V 2 + Teil Roms ⮞ Wahlkreis Rom – Municipio VII Teil Roms ⮞ Wahlkreis Rom – Municipio XIV 82 ⮞ Wahlkreis Guidonia Montecelio 36 ⮞ Wahlkreis Viterbo |
|                                               | Provinz Frosinone (91 Gemeinden)              | alle ⮞ Wahlkreis Latina |
|                                               | Provinz Latina (33 Gemeinden)                 | alle ⮞ Wahlkreis Latina |
|                                               | Provinz Rieti (73 Gemeinden)                  | alle ⮞ Wahlkreis Viterbo |
|                                               | Provinz Viterbo (60 Gemeinden)                | alle ⮞ Wahlkreis Viterbo |

### Parlamentswahl 2022
| Kandidaten                          | Kandidaten              | Stimmen | %    | Listen                                                  | Stimmen | %    |
| ----------------------------------- | ----------------------- | ------- | ---- | ------------------------------------------------------- | ------- | ---- |
|                                     | Giulia Bongiornogewählt | 148.383 | 39,7 | Fratelli d’Italia                                       | 112.658 | 30,1 |
| Lega per Salvini Premier            | Giulia Bongiornogewählt | 148.383 | 39,7 | 17.728                                                  | 4,7     |      |
| Forza Italia                        | Giulia Bongiornogewählt | 148.383 | 39,7 | 16.745                                                  | 4,5     |      |
| Noi Moderati                        | Giulia Bongiornogewählt | 148.383 | 39,7 | 1.252                                                   | 0,3     |      |
|                                     | Andrea Catarci          | 111.078 | 29,7 | Partito Democratico – Italia Democratica e Progressista | 76.122  | 20,4 |
| Alleanza Verdi e Sinistra           | Andrea Catarci          | 111.078 | 29,7 | 18.960                                                  | 5,1     |      |
| +Europa                             | Andrea Catarci          | 111.078 | 29,7 | 13.793                                                  | 3,7     |      |
| Impegno Civico – Centro Democratico | Andrea Catarci          | 111.078 | 29,7 | 2.203                                                   | 0,6     |      |
|                                     | Giuseppe Cracchiolo     | 61.226  | 16,4 | Movimento 5 Stelle                                      | 61.226  | 16,4 |
|                                     | Livia Pandolfi          | 30.211  | 8,1  | Azione – Italia Viva                                    | 30.211  | 8,1  |
|                                     | Maria Vittoria Molinari | 7.641   | 2,0  | Unione Popolare                                         | 7.641   | 2,0  |
|                                     | Felice Andrea Totaro    | 5.312   | 1,4  | Italexit per l’Italia                                   | 5.312   | 1,4  |
|                                     | Enzo Pennetta           | 4.616   | 1,2  | Italia Sovrana e Popolare                               | 4.616   | 1,2  |
|                                     | Laura Borgarucci        | 2.693   | 0,7  | Partito Comunista Italiano                              | 2.693   | 0,7  |
|                                     | Cesare Freni            | 1.704   | 0,5  | Vita                                                    | 1.704   | 0,5  |
|                                     | Claudio Matteoda        | 827     | 0,2  | Alternativa per l’Italia (PdF – Exit)                   | 827     | 0,2  |
| Gesamt                              | Gesamt                  | 373.691 | 100  |                                                         | 373.691 | 100  |
|                                     |                         |         |      |                                                         |         |      |
| Ungültige Stimmen                   | Ungültige Stimmen       | 11.006  | 2,9  |                                                         |         |      |
| Wähler                              | Wähler                  | 384.697 | 62,3 |                                                         |         |      |
| Wahlberechtigte                     | Wahlberechtigte         | 617.819 |      |                                                         |         |      |
|                                     |                         |         |      |                                                         |         |      |
| Quelle: Innenministerium            |                         |         |      |                                                         |         |      |